# 10812 Grötlingbo
(10812) Grötlingbo, denumire internațională (10812) Grotlingbo, este un asteroid din centura principală de asteroizi.

## Descriere
10812 Grötlingbo este un asteroid din centura principală de asteroizi. A fost descoperit pe 21 martie 1993 la Observatorul La Silla în cadrul programului UESAC. Asteroidul prezintă o orbită caracterizată de o semiaxă mare de 3,03 ua, o excentricitate de 0,11 și o înclinație de 1,9° în raport cu ecliptica.